# 농업유전자원센터
농업유전자원센터(農業遺傳資源센터)는 국가 농업유전자원 종합관리체계 구축을 위한 기본계획 수립, 농업유전자원의 수집·분류·보존·증식·분양 및 특성평가와 이들의 이용에 대한 기술개발과 농업유전자원에 관한 국제교류·협력을 수행하는 국립농업과학원의 소속기관이다. 2008년 10월 8일 발족하였으며, 전북특별자치도 전주시 완산구 농생명로 370에 위치하고 있다. 센터장은 서기관·기술서기관 또는 농업연구관으로 보한다.

## 연혁
- 2008년 10월 8일: 국립농업과학원의 소속기관으로 농업유전자원센터 설치.[3]

## 조직

### 센터장
- 기획협력실
- 다양성보존실
- 식량자원평가실
- 원예특용자원평가실
- 보존기술연구실
- 유전자원국가관리연구실
- 운영지원실

## 국제협력
대만에 세계채소센터가 있다. 2024년까지 세계채소센터가 보유 중인 종자 6만5천점을 모두 농업유전자원센터에 중복 보존할 계획이다. 종자들은 -20°C에 100년 동안 보존할 예정이고, 세계채소센터에서 문제가 생겼을 때 그 종자들을 다시 세계채소센터로 반환하는 방식이다.
농업유전자원센터는 영상 4°C에서 영하 196°C까지 중장기와 특수저장고로 구성돼있고 온습도 유지를 위해 3중 벽에 5중 바닥으로 설계돼 리히터 규모 7의 지진과 폭격에도 견딜 수 있다.
2020년 10월 14일, 농촌진흥청은 농업유전자원센터에서 1980년대부터 수집해 증식·평가한 자원 중 종자양이 충분히 확보된 18 작물 21종의 종자 1만 개를 스발바르 국제 종자 저장고에 기탁한다고 밝혔다. 기탁되는 종자는 강낭콩, 귀리, 녹두, 돌동부, 돌콩, 동부, 메귀리, 밀, 벼, 보리, 새팥, 예팥, 완두, 제비콩, 좀돌팥, 콩, 팥, 호밀이다. 이번 기탁은 2008년 아시아 국가 처음으로 토종종자 33작물 1만 3000여 자원을 기탁한 이후 두 번째다. 이번 기탁으로 스발바르 국제 종자 저장고에 중복 보존되는 우리나라 토종자원은 총 44작물 2만3185개로 늘어난다. 이번 토종종자 기탁은 지난해 8월 농촌진흥청과 세계작물다양성재단(GCDT)이 중복보존, 연구협력, 정보연계 등에 관한 협약을 갱신 체결함에 따라 성사됐다.

## 같이 보기
- 스발바르 국제 종자 저장고